# جوزف بونانو
جوزف چارلز بونانو (به انگلیسی: Joseph Charles Bonanno) (به ایتالیایی: نام تولد: Giuseppe Carlo Bonanno، آوانگاری: dʒuˈzɛppe ˈkarlo boˈnanno)؛ (۱۸ ژانویه ۱۹۰۵ - ۱۱ مه ۲۰۰۲) که گاهی با لقب «جو باناناس» شناخته می‌شد، یک گانگستر ایتالیایی-آمریکایی و رئیس خانواده جنایی بونانو بود که از سال ۱۹۳۱ تا ۱۹۶۸ این خانواده را رهبری می‌کرد.
بونانو در شهر کاستلاماره دل گولفو در سیسیل متولد شد، جایی که پدرش نیز درگیر فعالیت‌های جنایت سازمان‌یافته بود. بونانو در سن سه سالگی به همراه خانواده به نیویورک مهاجرت کرد و حدود ۱۰ سال در آنجا زندگی کرد، سپس به ایتالیا بازگشت. بونانو در سال ۱۹۲۴ به صورت مخفیانه و با پنهان شدن در یک قایق ماهیگیری کوبایی که به سمت تامپا، فلوریدا می‌رفت، دوباره به ایالات متحده وارد شد. پس از جنگ کاستلاماره که در جریان آن سالواتوره مارانزانو در سال ۱۹۳۱ به قتل رسید، بونانو بخش عمده‌ای از خانواده جنایی را تحت عنوان خانواده بونانو بازسازی کرد. در ۲۶ سالگی، بونانو به یکی از جوان‌ترین روسای تاریخ خانواده‌های جنایت تبدیل شد. در سال ۱۹۶۳، بونانو به همراه جوزف ماگلیوکو نقشه ترور چند رقیب در کمیسیون مافیا را کشید. وقتی ماگلیوکو این قرارداد را به یکی از قاتلان حرفه‌ای خود، جوزف کلمبو سپرد، او این نقشه را برای اهدافش فاش کرد. کمیسیون ماگلیوکو را بخشید، اما او را مجبور به بازنشستگی کرد، در حالی که بونانو به کانادا گریخت. در سال ۱۹۶۴، او به طور مختصر به نیویورک بازگشت، سپس ناپدید شد تا سال ۱۹۶۶. این درگیری که به "جنگ موز" معروف شد تا سال ۱۹۶۸ ادامه یافت، تا زمانی که بونانو در آریزونا بازنشسته شد. در سال‌های پایانی عمر به نویسندگی روی آورد و در سال ۱۹۸۳ کتاب «یک مرد با شرافت: زندگینامه جوزف بونانو» را منتشر کرد. بونانو در ۱۱ مه ۲۰۰۲ در توسان، آریزونا درگذشت.

## سال‌های اولیه زندگی
بونانو در ۱۸ ژانویه ۱۹۰۵ در کاستلاماره دل گولفو، سیسیل، از والدینی به نام سالواتوره بونانو و کاترین بونونتره متولد شد. عموهای جوزف، جوزپه بونانو و برادر بزرگتر و مشاورش استفانو، رهبری یک خاندان را در کاستلاماره دل گولفو بر عهده داشتند. قوی‌ترین متحد این خاندان، استفانو ماگادینو، رهبر خاندان ماگادینو و برادر مادربزرگ مادری جوزف بود. در دهه ۱۹۰۰، این خاندان‌ها با فلیچه بوچلاتو، رئیس خاندان بوچلاتو، درگیر بودند. پس از قتل جوزپه و استفانو بونانو، برادر کوچکترشان سالواتوره با کشتن اعضای خاندان بوچلاتو انتقام گرفت. در سال ۱۹۰۲، ماگادینو به نیویورک رسید و به عضو قدرتمندی در خاندان کاستلامارزه تبدیل شد.  
وقتی جوزف سه سال داشت، خانواده‌اش به ایالات متحده مهاجرت کردند و حدود ۱۰ سال در ویلیامزبرگ، بروکلین ساکن شدند، قبل از آنکه به ایتالیا بازگردند. پدرش در سال ۱۹۱۱ به سیسیل برگشته بود و در سال ۱۹۱۵ بر اثر حمله قلبی درگذشت. در سال ۱۹۲۱، ماگادینو برای فرار از اتهام قتل به بوفالو، نیویورک گریخت.  
بونانو در سال ۱۹۲۴ با پنهان شدن در یک قایق ماهیگیری کوبایی که به مقصد تمپا، فلوریدا حرکت می‌کرد، به همراه پیتر ماگادینو دوباره به ایالات متحده وارد شد. به گفته بونانو، پس از رسیدن به ایستگاه قطار در جکسونویل، توسط مأموران مهاجرت بازداشت شد و با وثیقه ۱۰۰۰ دلاری آزاد گردید. ویلی مورتتی و یک مرد ناشناس از او استقبال کردند. بعدها مشخص شد که ماگادینو مسئول پرداخت وثیقه او به عنوان لطفی نسبت به جووانی بونونتره، عموی بونانو بوده است. بونانو ابتدا در نانوایی متعلق به عمویش کار کرد و سپس در کلاس‌های بازیگری نزدیک یونیون اسکوئر، منهتن شرکت نمود. او در دوران جوانی خود در ایتالیا به مافیا پیوسته بود و پس از آنکه بنیتو موسولینی سرکوب شدیدی را آغاز کرد، به ایالات متحده فرار کرد. بونانو سال‌ها بعد ادعا کرد که به دلیل ضدیت شدید با فاشیسم فرار کرده است.  
بونانو به فعالیت‌های قاچاق مشروبات الکلی روی آورد. او یک کارگاه تقطیر در زیرزمین یک آپارتمان به همراه گاسپار دی‌گریگوریو و جووانی رومانو اداره می‌کرد که بعدها بر اثر انفجار تصادفی در همان کارگاه کشته شد. در این مدت، سالواتوره مارانزانو، رئیس مافیا، به بونانو علاقه مند شد و به عنوان مرشد او عمل کرد.

## جنگ کاستلامارزه و پیامدهای آن
در طول جنگ کاستلامارزه بین سال‌های ۱۹۳۰ تا ۱۹۳۱، مارانزانو و بونانو علیه گروه رقیبی به رهبری جو ماسریا و جوزپه مورلو در بروکلین جنگیدند. با این حال، جناح سوم و مخفی‌ای متشکل از مافیوزی‌های جوان از هر دو طرف ظهور کرد. این مافیوزی‌های جوان از تفکرات قدیمی ماسریا، مارانزانو و سایر مافیوزهای سنتی که آن‌ها را «پیرمردهای سبیل‌دار» می‌نامیدند، بیزار بودند. این گروه از مافیوزهای «ترک‌های جوان» به رهبری معاون ماسریا، لاکی لوچیانو، و شامل افرادی مانند فرانک کوستلو، ویتو جنووزه، جو آدونیس، کارلو گامبینو و آلبرت آناستازیا از طرف ماسریا، و جو پروفاچی، تامی گاگلیانو، تامی لوچزه، جوزف مایلیوکو و استفانو ماگادینو از طرف مارانزانو بودند. اگرچه بونانو بیشتر از سایر مافیوزهای هم‌نسل خود به سنت‌های قدیمی «افتخار»، «احترام» و «منزلت» پایبند بود، اما ضرورت مدرنیزه شدن را درک کرد و به ترک‌های جوان پیوست.  
لوچیانو در یک توافق مخفی با مارانزانو موافقت کرد که ترور رئیس خود، ماسریا، را برنامه‌ریزی کند تا در ازای آن، شبکه‌های ماسریا را تصاحب کند و به معاون مارانزانو تبدیل شود. ماسریا در ۱۵ آوریل ۱۹۳۱ کشته شد. با این حال، لوچیانو به این نتیجه رسید که مارانزانو، اگرچه کمی پیشرفته‌تر از ماسریا بود، اما حتی حریص‌تر و متعصب‌تر از اوست، چرا که خود را «کاپو دی توتتی کاپی» (رئیس تمام رؤسا) نامید. در نتیجه، لوچیانو ترور مارانزانو را در ۱۰ سپتامبر ۱۹۳۱ ترتیب داد.  
پس از مرگ مارانزانو، بونانو به عنوان رئیس—یا همانطور که خودش می‌گفت، «پدر»—بخش عمده‌ای از خانواده مارانزانو منصوب شد. در سن ۲۶ سالگی، او یکی از جوان‌ترین رؤسای تاریخ خانواده‌های مافیایی شد. نقش بونانو در رویدادهای منجر به مرگ مارانزانو مورد اختلاف است. سال‌ها بعد، بونانو در زندگینامه خود نوشت که از نقشه‌های لوچیانو بی‌خبر بوده و تنها از طریق ماگادینو از آن‌ها مطلع شده است. به گفته او، بعداً فهمید که مارانزانو و لوچیانو بر سر نفوذ در منطقه گارمنت با هم اختلاف پیدا کرده بودند. روابط بین آن‌ها به حدی تیره شده بود که مارانزانو قصد داشت لوچیانو را تنها یک روز پس از تاریخ ترور خودش به قتل برساند. مارانزانو این قرارداد را به وینسنت «سگ دیوانه» کول، گانگستر ایرلندی، سپرده بود که در روز مرگ مارانزانو در راه دفتر او بود. بونانو ادعا کرد که جنگیدن با لوچیانو را بی‌فایده می‌دانست، چون لوچیانو فقط می‌خواست به کارهای خودش برسد و «هیچ چیز از ما نمی‌خواست.» او همچنین معتقد بود که سربازانش تمایلی به درگیری مجدد بلافاصله پس از جنگ کاستلامارزه ندارند. به همین دلیل، او راه «صلح» را انتخاب کرد. با این حال، آنتونی برونو، کارشناس مافیا، معتقد است که این ادعا «منطق مافیایی را نقض می‌کند»، زیرا اگر بونانو واقعاً از مارانزانو حمایت می‌کرد، لوچیانو هرگز به او اجازه زنده ماندن نمی‌داد.  
به جای عنوان «کاپو دی توتتی کاپی» در طرح مارانزانو، لوچیانو یک کمیسیون ملی ایجاد کرد که در آن هر خانواده توسط رئیس خود نمایندگی می‌شد و همه خانواده‌ها به آن وفادار می‌ماندند. هر خانواده در منطقه خود مختار بود، اما کمیسیون به حل اختلافات بین گروه‌ها می‌پرداخت.  
در سال ۱۹۳۱، دو ماه پس از ترور مارانزانو، بونانو با فِی لابروزو (متولد ۳۱ دسامبر ۱۹۰۵ – درگذشته ۹ سپتامبر ۱۹۸۰) ازدواج کرد. آن‌ها سه فرزند داشتند: سالواتوره «بیل» بونانو، کاترین و جوزف چارلز جونیور.  
بونانو در هامپستد، نیویورک، و بعدها در میدلتاون، نیویورک، املاکی داشت. پسرش بیل در ۱۰ سالگی به عفونت شدید ماستوئید گوش مبتلا شد و والدینش او را در یک مدرسه شبانه‌روزی کاتولیک در هوای خشک توسان، آریزونا ثبت نام کردند. پس از آن، بونانو از اوایل دهه ۱۹۴۰ خانه‌ای نیز در توسان داشت.

## خانواده بونانو
بونانو چندین کسب‌وکار قانونی داشت، از جمله سه شرکت تولید پالتو، خشکشویی، تامین‌کنندگان پنیر (از طریق لینو ساپوتو بین سالهای ۱۹۶۴ تا ۱۹۷۹)، تالارهای تشییع جنازه و یک شرکت حمل‌ونقل. تالار تشییع جنازهای که بونانو در بروکلین مالک آن بود، به‌عنوان پوششی برای از بین بردن اجساد مظنون بود؛ گفته میشد او از تابوت‌های دوطبقه استفاده میکرد تا بیش از یک جسد را در یک قبر دفن کند.  
بونانو در سال ۱۹۴۵ شهروند ایالات متحده شد. در همان سال، به دلیل نقض قوانین دستمزد محکوم شد و ۴۵۰ دلار جریمه پرداخت کرد.  
گفته میشود بونانو در اکتبر ۱۹۵۷ در جلسه مافیا در هتل گراند هتل اِ دِ پالم در پالرمو شرکت کرد. یک ماه بعد، در نوامبر ۱۹۵۷، کنفرانس آپالاچین توسط ویتو جنووزه برای بحث درباره آینده کوزا نوسترا تشکیل شد که گزارش‌ها حاکی از حضور بونانو در آن بود. با این حال، این جلسه زمانی لغو شد که پلیس مسیر خودروهای شرکت‌کنندگان از ایالت‌های دیگر را بررسی کرد و بسیاری از مافیوزهای فراری را دستگیر کرد.
بونانو ادعا کرد در این جلسه حضور نداشته، اما کاپو گاسپار دیگریگوریو، که در جلسه حاضر بود، گواهینامه رانندگی تمدیدشده اخیر بونانو را همراه داشت. یک گزارش رسمی پلیس نیز او را در حال فرار پیاده دستگیرشده ثبت کرده است. همه دستگیرشدگان جریمه شدند (تا ۱۰,۰۰۰ دلار برای هر نفر) و به حبس از سه تا پنج سال محکوم شدند، اما تمام محکومیت‌ها در سال ۱۹۶۰ در تجدیدنظر لغو شدند.
در هر صورت، بونانو دچار حمله قلبی شد و از شهادت در دادگاه معاف شد. 

## کمیسیون، توطئه و ناپدید شدن
در سال ۱۹۶۳، بونانو نقشه ترور چندین رقیب در کمسیون مافیا شامل تامی لوچسه، کارلو گامبینو، استفانو ماگادینو و فرانک دسیمونه را طراحی کرد. او از جوزف مایلیوکو، رئیس خانواده پروفاچی درخواست حمایت کرد که به دلیل دلخوری از عدم حضور قبلی در کمسیون، بلافاصله موافقت نمود. هدف بونانو تسلط بر کمسیون و تبدیل مایلیوکو به دست راست خود بود.
مایلیوکو مأمور ترور لوچسه و گامبینو شد و این کار را به جوزف کلمبو، از قاتلان ارشد خود سپرد. اما کلمبو که فرصت‌طلب بود، این نقشه را برای آنها فاش کرد. سایر رؤسا متوجه شدند مایلیوکو به تنهایی قادر به طراحی چنین نقشه‌ای نبوده و با توجه به روابط نزدیک بونانو با او، دریافتند که بونانو مغز متفکر اصلی است.
در اواسط ۱۹۶۴، بونانو به مونترال گریخت و مایلیوکو را رها کرد تا پاسخگوی کمسیون باشد. مایلیوکو که ترسیده و بیمار بود، به نقش خود اعتراف کرد. کمسیون جان او را بخشید اما او را مجبور به بازنشستگی و پرداخت ۵۰ هزار دلار جریمه کرد. کلمبو به پاداش خیانت، کنترل خانواده پروفاچی را به دست گرفت.
بونانو در اسناد مهاجرتی ادعای بی‌گناهی کرد، اما ۹۰ روز در زندان بوردو کانادا محبوس شد. در اکتبر ۱۹۶۴ به نیویورک بازگشت، اما در ۲۱ اکتبر، شب قبل از شهادت در دادگاه، پس از صرف شام با وکلایش در مقابل آپارتمان یکی از آنها در منهتن ربوده شد. شواهد نشان می‌دهد این کار توسط افراد ماگادینو انجام شده است.  
نوارهای FBI از سام دکاوالکانته نشان می‌دهد سایر رؤسا از این ناپدید شدن غافلگیر شدند. اعضای خشمگین خانواده بونانو در این نوارها او را متهم می‌کنند که آنها را رها کرده است. 